# Pterolobium microphyllum
Pterolobium microphyllum är en ärtväxtart som beskrevs av Friedrich Anton Wilhelm Miquel. Pterolobium microphyllum ingår i släktet Pterolobium och familjen ärtväxter. Inga underarter finns listade i Catalogue of Life.